# バカイェ・トラオレ
バカイェ・トラオレ（Bakaye Traoré, 1985年3月6日 - ）は、フランス・セーヌ＝サン＝ドニ県ボンディ出身の元マリ代表サッカー選手。現役時代のポジションはミッドフィールダー。

## 経歴

### クラブ
2004年にリーグ・ドゥのアミアンSCでプロキャリアをスタートさせ、同年9月5日のLBシャトールー戦でデビュー。翌シーズンから出場機会が増え、2006-07シーズンにチームは躍進するも昇格圏のクラブと勝ち点1差で昇格を逃した。2008-09シーズンに3部に降格したが、トラオレ個人としてはキャリア最多となる全公式戦で36試合9得点を記録した。
2009年6月10日、自由移籍でパブロ・コレア監督率いるリーグ・アンのASナンシーと3年契約で加入。2009年8月8日、シーズン開幕戦のヴァランシエンヌFC戦（1-3）で移籍後初得点にしてチーム3点目を決めた。2011-12シーズンはマラリアにより約2ヶ月の離脱を余儀なくされていたものの、チームの攻守を司りレギュラーとして貢献した。
2012年5月17日、自由移籍でイタリアの強豪ACミランに3年契約で加入し、9月26日のカリアリ・カルチョ戦（2-0）でデビューをした。
2013年2月20日のUEFAチャンピオンズリーグ 2012-13FCバルセロナ戦でUEFAが主催する大会に初出場した。試合には88分から出場し、2-0で勝利している。
2013年9月6日、カイセリ・エルジイェススポルにレンタル移籍が決定。
2014年6月、ブルサスポルに移籍した。

### 代表
2009年2月24日のアンゴラ戦（4-0）でマリ代表としてデビューを果たした。

### エピソード
ミラン加入の際に背番号12を選択。この12番は、ミランでは常にGKが着用してきたもので、フィールドプレーヤーとしてはトラオレが初めてだった。

## 所属クラブ
- アミアンSC 2003-2009
- ASナンシー 2009-2012
- ACミラン 2012-2014

→ カイセリ・エルジイェススポル 2013-2014
- ブルサスポル 2014-2016